# واگوئینو (بازیکن فوتبال)
واگوئینو (به پرتغالی: Vágner Luiz da Silva) هافبک اهل برزیل است که در شهر Mococa و در تاریخ ۱۳ سپتامبر ۱۹۸۱ به دنیا آمده‌است.
واگوئینو در تیم‌های فوتبال Radium سابقهٔ حضور دارد.